# 일조권

이격거리가 침해된 빌딩들을 종종 볼 수 있다.

일조권(日照權) 또는 채광권(採光權, 영어: ancient lights)은 법률적으로 보장되어 있는 햇빛을 쪼일 수 있는 권리를 말한다. 대한민국에서는 고층 빌딩의 증가에 따른 도시 과밀화에 따라 주거지역에 채광 문제가 자주 분쟁을 일으켰다. 그러다가 1970년대 초반, 건축법 시행령으로 〈일조권 등을 위한 건축물의 높이 제한〉 규정을 두어 건축물을 신축할 때에는 '정북방향의 인접대지 경계선'으로부터 일정 거리를 두게 하였다.

## 판례
- 일조방해 행위가 사회통념상 수인한도를 넘었는지 여부는 피해의 정도, 피해이익의 성질 및 그에 대한 사회적 평가, 가해 건물의 용도, 지역성, 토지이용의 선후관계, 가해 방지 및 피해 회피의 가능성, 공법적 규제의 위반 여부, 교섭 경과 등 모든 사정을 종합적으로 고려하여 판단하여야 하고, 건축 후에 신설된 일조권에 관한 새로운 공법적 규제 역시 이러한 위법성의 평가에 있어서 중요한 자료가 될 수 있다[2].

## 같이 보기
- 채광
- 환경권
- 조망권